# Chaetocercus berlepschi
La silvistella di Esmeraldas (Chaetocercus berlepschi Simon, 1889) è un uccello della famiglia Trochilidae, endemico dell'Ecuador.
L'epiteto specifico è un omaggio all'ornitologo tedesco Hans von Berlepsch (1850 – 1915).

## Descrizione
Questo piccolo colibrì raggiunge lunghezze di 6-7 cm.

## Distribuzione e habitat
L'areale di Chaetocercus berlepschi è ristretto ad una piccola parte dell'Ecuador occidentale (province di Esmeraldas, Manabí, Santa Elena e Guayas).

## Conservazione
La IUCN Red List classifica Chaetocercus berlepschi come specie in pericolo di estinzione (Endangered).